# بريت كوبر (معلقة)
بريت تومبول (الاسم قبل الزواج: كوبر؛ ولدت في 12 أكتوبر 2001) هي معلّقة سياسية، وشخصية إعلامية، وممثلة أمريكية. قدمت قناة يوتيوب بعنوان The Comments Section with Brett Cooper، التي تنتجها The Daily Wire، من مارس 2022 حتى ديسمبر 2024.

## الحياة المبكرة
وُلدت كوبر في 12 أكتوبر 2001، في بيلينغهام، واشنطن. نشأت في تشاتانوغا، تينيسي، وعندما بلغت العاشرة من عمرها، انتقلت إلى لوس أنجلوس، كاليفورنيا، حيث بدأت في متابعة مسيرتها المهنية في التمثيل.
تلقت كوبر تعليمها في المنزل لمعظم طفولتها. درست في جامعة كاليفورنيا، لوس أنجلوس، حيث تخصصت في الأدب الإنجليزي. كما حصلت أيضًا على شهادة فرعية في إدارة الأعمال من كلية هاس للأعمال بجامعة كاليفورنيا في بيركلي.

## الحياة المهنية

### 2012–2022
على مدار ما يقرب من عشر سنوات، شاركت في أدوار في المسرح والتلفزيون والسينما، بما في ذلك دور ثانوي في فيلم Parental Guidance لعام 2012.
كتبت كوبر لمؤسسة التعليم الاقتصادي وكانت سفيرة لـ براجر يو وTurning Point USA .

### قسم التعليقات مع بريت كوبر (2022–2024)
في يناير 2022، وقّعت كوبر عقدًا مع ذا ديلي واير لبدء بودكاست جديد يسمى The Comments Section with Brett Cooper. وفقًا لقسم "حول" على قناة البرنامج في يوتيوب، فهو عبارة عن "برنامج لمراجعة الأخبار والمحتوى الفيروسي (أي الشائع)."
وصفت مجلة The Week برنامج كوبر بأنه "يهدف إلى جذب جمهور من الجيل زد على التيك توك واليوتيوب". ووفقًا لما ذكرته رايتشل ليشمان في موقع The Mary Sue في أكتوبر 2023: "يُظهر الإعلان الترويجي للبرنامج وكأنه يعرض تعليقات ويُدلي برأي حول ما يقوله ‘اليساريون’ أو ينتقد الأفكار الليبرالية، ولكن في الواقع، تختار موضوعًا للنقاش وتشارك آرائها."
غادرت كوبر ذا ديلي واير في 10 ديسمبر 2024. وقد تم التصريح بأن قرارها بالمغادرة كان بمحض إرادتها. تولت منتجتها، ريغان كونراد، تقديم برنامج قسم التعليقات في الأسبوع التالي.

## الحياة الشخصية
في أكتوبر 2023، خُطبت كوبر لأليكس تومبول، مؤسس وكالة إعلانات، وتزوجا في أبريل 2024.

## فيلموغرافيا

### فيلم
| سنة                     | عنوان                    | دور                    | ملحوظات              |
| ----------------------- | ------------------------ | ---------------------- | -------------------- |
| 2012                    | التوجيه الأبوي           | طالب الكلام            | غير معتمد            |
| 2017                    | بوبي وجيل                | بوبي جاريت             | —                    |
| 2023                    | لاعبات الكرة الليدي      | ستيسي سانتياجو أوبراين | —                    |
| 2025                    | سنو وايت والملكة الشريرة | سنو وايت               | في الإنتاج           |
| سيتم الإعلان عنها لاحقا | 500 يراعة                | يونيو                  | مرحلة ما بعد الإنتاج |

### تلفزيون
| سنة  | عنوان                            | دور                         | ملحوظات               |
| ---- | -------------------------------- | --------------------------- | --------------------- |
| 2016 | حياة جورتيم جيبون في شارع نورمال | جيسيكا                      | حلقتين                |
| 2017 | إطلاق النار                      | تيس بريلاند                 | 4 حلقات               |
| 2018 | الخلنج                           | بريانا باركر/"تريلير باركر" | 8 حلقات               |
| 2023 | تشيب تشيلا                       | إلين سكويريل (صوت)          | الحلقة: "أوديسة تشيب" |
| 2024 | السيد بيرشوم                     | جيني بيرشوم (صوت)           | دور داعم              |
| 2025 | دورة بندراجون                    | جانييدا                     | مرحلة ما بعد الإنتاج  |

## روابط خارجية
- بريت كوبر في The Daily Wire
- بريت كوبر في قاعدة بيانات الأفلام على الإنترنت
- TheCommentsSection - قناة يوتيوب لبرنامجها السابق